# Rubin Okotie
Rubin Okotie (Karachi, Pakistán, 6 de junio de 1987) es un exfutbolista pakistaní-nigeriano nacionalizado austriaco, que jugaba de delantero centro, su último equipo fue el K Beerschot VA. 

## Vida personal
Su padre es nigeriano y su madre austriaca, y sorprendentemente nació en Pakistán. Hasta los cuatro años, cuando se trasladó a Austria, vivió en Barcelona.[cita requerida]

## Selección nacional
Fue internacional con la selección de fútbol de Austria en 18 ocasiones y marcó goles.

### Participaciones en la Copa del Mundo
| Mundial                               | Sede   | Resultado |
| ------------------------------------- | ------ | --------- |
| Copa Mundial de Fútbol Sub-20 de 2007 | Canadá | Semifinal |

### Participaciones en Eurocopas
| Copa          | Sede    | Resultado    |
| ------------- | ------- | ------------ |
| Eurocopa 2016 | Francia | Primera fase |

## Clubes
| Club                           | País      | Año       |
| ------------------------------ | --------- | --------- |
| F. K. Austria Viena II         | Austria   | 2005-2007 |
| F. K. Austria Viena            | Austria   | 2007-2010 |
| F. C. Núremberg                | Alemania  | 2010-2012 |
| Sint-Truidense (cedido)        | Bélgica   | 2011      |
| S. K. Sturm Graz               | Austria   | 2012-2013 |
| F. K. Austria Viena            | Austria   | 2013-2014 |
| Sønderjysk Elitesport (cedido) | Dinamarca | 2014      |
| TSV 1860 Múnich                | Alemania  | 2014-2016 |
| Beijing Sport University F. C. | China     | 2016-2018 |
| KFCO Beerschot Wilrijk         | Bélgica   | 2018-2019 |

## Palmarés

### Títulos nacionales
| Título          | Club                | País    | Año  |
| --------------- | ------------------- | ------- | ---- |
| Copa de Austria | F. K. Austria Viena | Austria | 2009 |